# Silja Schandorff
Silja Maria Wendrup Schandorff (født 10. februar 1969 i København) er en dansk balletdanser.
Schandorff som voksede op i Dragør begyndte balletkarrieren på Ole Palles Ballet Institut og fortsatte på det Det Kongelige Teaters balletskole, hvor hun blev optaget som seksårig i 1975. Allerede som niårig havde hun en fremtrædende rolle i Poul Funcks børnedans i Elverhøj på Det Kongelige Teater. Efter balletskolen blev hun aspirant (1985, korpsdanser (1987) og solist (1991) inden hun blev ansat som solodanser på Det Kongelige Teater i 1992. Hendes år som elev på balletskole blev fulgt af i tv-serien Balletbørn, vist i Danmarks Radio i 1991. Hun fik i 2006 en Reumert som årets bedste danser. Hun dansede sin afskedsforestilling 8. april 2009 i Giselle og blev derefter ansat som kunstnerisk koordinator og instruktør ved Den Kongelige Ballet.
I 1998 blev Schandorff udnævnt til Ridder af Dannebrog og samme år modtog hun både Tagea Brandts Rejselegat og Bournonvilles Legat. I 2008 modtog hun Teaterpokalen.
Silja Schandorffs forældre er den olympiske bronzemedaljevinder i cykling 1948 Axel Schandorff (1925-2016) og balletdanseren Runa Clara Wendrup Petersen (1933-1992) som bl.a var på Pantomimeteatret i Tivoli.